# Anthepiscopus
Anthepiscopus is een geslacht van insecten uit de familie van de dansvliegen (Empididae), die tot de orde tweevleugeligen (Diptera) behoort.

## Soorten
- A. caelebs Becker, 1891
- A. flavicoxa Melander, 1928
- A. flavipilosus (Coquillett, 1900)
- A. hirsutus Melander, 1928
- A. longipalpis Melander, 1928
- A. nuptus Melander, 1928
- A. oedalinus (Zetterstedt, 1838)
- A. polygynus Melander, 1928
- A. ribesii Becker, 1891
- A. stentor (Melander, 1902)
- A. zontaki (Nowicki, 1870)